# Lagoa do Banana

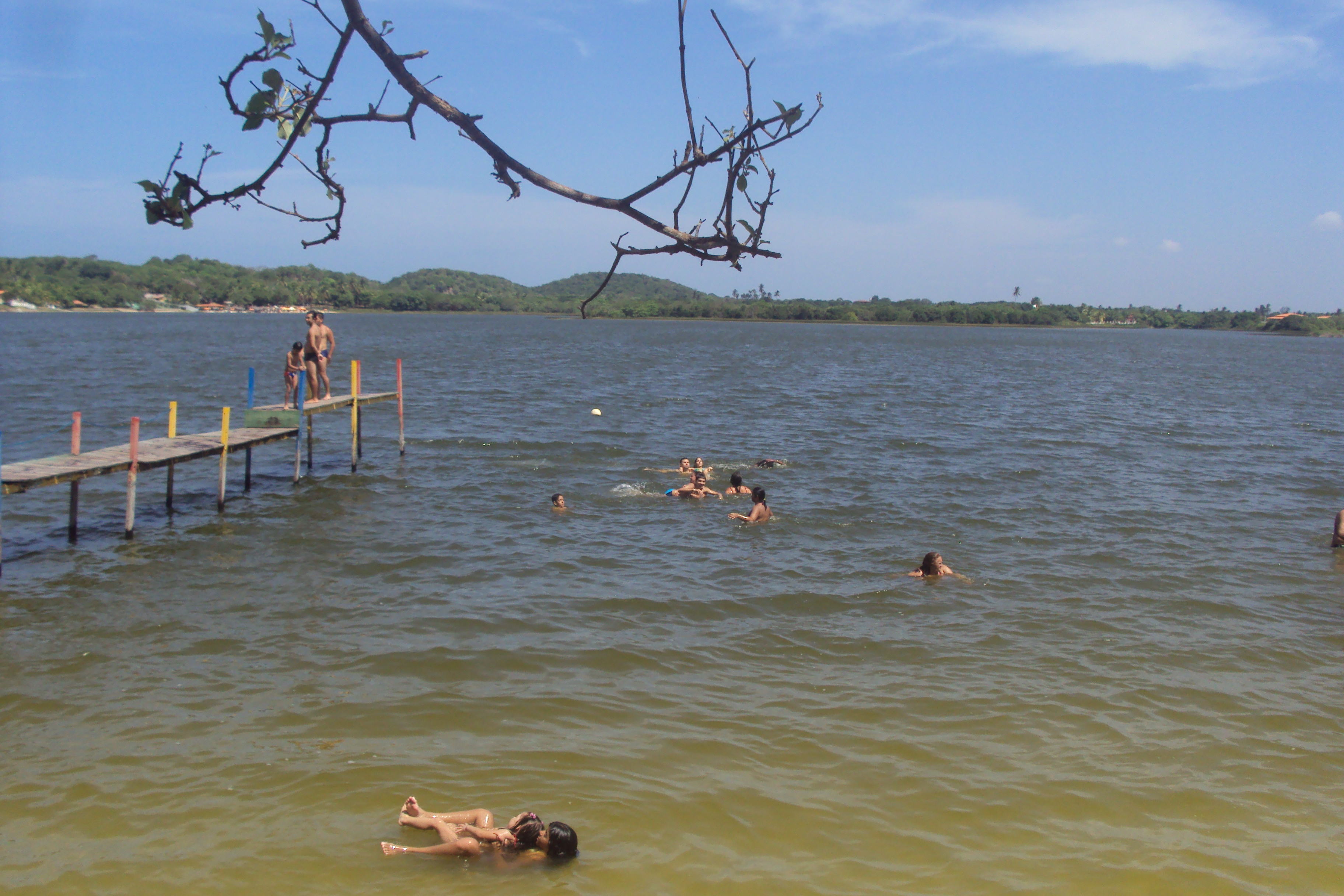
Banhistas na Lagoa do Banana

Lagoa do Banana é uma lagoa localizada no município de Caucaia, estado do Ceará. Fica em meio às dunas da Praia de Cumbuco, a cerca de 35 km de Fortaleza, e é um local excelente para quem quer passar um dia de descanso em família.

## Atrativos do local
As águas são tranquilas e visitante pode ficar nas mesas que ficam na beira da lagoa ou se aconchegar em uma das espreguiçadeiras que ficam dentro da água. Quem curte aventuras pode aproveitar as opções de lazer oferecidas ali mesmo no local, como os passeios de caiaque, de lanchas e banana-boat.
Quem visita o local também pode ter a experiência de subir nas dunas e praticar o skibunda, esporte nativo que usa uma tábua de madeira para deslizar do topo da duna até a base, caindo direto na água da Lagoa.

## Acessos
A Lagoa do Banana é de acesso muito fácil, mas ônibus não chegam até lá. Você precisa contratar um passeio de buggy em Fortaleza ou na Praia de Cumbuco e pedir para o profissional levá-lo até lá.
A rota de carro próprio também é fácil, basta seguir até a Praia de Cumbuco, pela CE-090 ou pela CE-085 e, após passar da praia, observar as placas de sinalização até a lagoa. Há também a opção de chegar através de agências de turismo. Algumas empresas já disponibilizam a rota. Você precisa apenas entrar em contato para agendar o passeio.